# Farlig förbindelse
Farlig förbindelse (Fatal Attraction) är en amerikansk psykologisk thriller från 1987, regisserad av Adrian Lyne och skriven av James Dearden. Filmen bygger på den brittiska kortfilmen Diversion från 1980, skriven och regisserad av Dearden. Huvudrollerna spelas av Michael Douglas, Glenn Close och Anne Archer. Filmen hade biopremiär i USA den 18 september 1987 och i Sverige den 29 januari 1988.

## Handling
Dan Gallagher är en framgångsrik, lyckligt gift man tills han träffar Alex Forrest. När hans fru Beth och dotter Ellen reser bort över helgen inleder han en kärleksaffär med Alex. När Dan vill avsluta och återvända till sin familj är Alex inte villig att låta det ta ett slut. Alex börjar förfölja Dan och hans familj, vilket får Dan att bli orolig över hur han ska få Alex ur sitt liv utan att hans fru får veta att han har varit otrogen. Och ännu värre blir det när Alex berättar för Dan att hon har blivit gravid.

## Rollista
| Michael Douglas       | – Dan Gallagher   |
| Glenn Close           | – Alex Forrest    |
| Anne Archer           | – Beth Gallagher  |
| Ellen Hamilton Latzen | – Ellen Gallagher |
| Stuart Pankin         | – Jimmy           |
| Ellen Foley           | – Hildy           |
| Fred Gwynne           | – Arthur          |
| Meg Mundy             | – Joan Rogerson   |
| Tom Brennan           | – Howard Rogerson |
| Lois Smith            | – Martha          |
| Mike Nussbaum         | – Bob Drimmer     |

## Produktionen
Filmen blev 1987 års mest inkomstbringande film världen över med intäkter på över 320 miljoner dollar. Filmen nominerades till sex stycken Oscars vid Oscarsgalan 1988, men vann inget.

### Kaninkokerska
Uttrycket "kaninkokerska" (av engelska Bunny Boiler, med betydelsen kvinnliga stalkare) har sitt ursprung i scenen i filmen där Alex kokar Dans dotters kanin.

## Utmärkelser
| Priser och nomineringar | Priser och nomineringar           | Priser och nomineringar             | Priser och nomineringar |
| Utmärkelse              | Kategori                          | Mottagare                           | Resultat                |
| ----------------------- | --------------------------------- | ----------------------------------- | ----------------------- |
| Oscar (60:e)            | Bästa film                        | Stanley R. Jaffe och Sherry Lansing | Nominerad               |
| Oscar (60:e)            | Bästa regi                        | Adrian Lyne                         | Nominerad               |
| Oscar (60:e)            | Bästa kvinnliga huvudroll         | Glenn Close                         | Nominerad               |
| Oscar (60:e)            | Bästa kvinnliga biroll            | Anne Archer                         | Nominerad               |
| Oscar (60:e)            | Bästa manus efter förlaga         | James Dearden                       | Nominerad               |
| Oscar (60:e)            | Bästa klippning                   | Michael Kahn och Peter E. Berger    | Nominerad               |
| Golden Globes (45:e)    | Bästa film (drama)                | Farlig förbindelse                  | Nominerad               |
| Golden Globes (45:e)    | Bästa regi                        | Adrian Lyne                         | Nominerad               |
| Golden Globes (45:e)    | Bästa kvinnliga huvudroll (drama) | Glenn Close                         | Nominerad               |
| Golden Globes (45:e)    | Bästa kvinnliga biroll            | Anne Archer                         | Nominerad               |
| BAFTA Awards (42:a)     | Bästa klippning                   | Michael Kahn och Peter E. Berger    | Vann                    |
| BAFTA Awards (42:a)     | Bästa manliga huvudroll           | Michael Douglas                     | Nominerad               |
| BAFTA Awards (42:a)     | Bästa kvinnliga biroll            | Anne Archer                         | Nominerad               |